# Dietmar Saupe
Dietmar Saupe (* 1954 in Bremen) ist ein deutscher Informatiker und Professor an der Universität Konstanz. Saupe forscht an dynamischen Systemen, Computergrafik und experimenteller Mathematik. Saupes Forschung im Bereich der Computergrafik untersucht unter anderem die digitale Bildverarbeitung in der medizinischen Anwendung. Besondere Bekanntheit erhielt Saupe als Forscher an den Fraktalen und als Autor zahlreicher Bücher in diesem Fachbereich. Sein Buch Chaos und Fraktale erhielt von der American Publisher’s Association den Preis des besten Mathematikbuches im Jahr 1992.
Saupe studierte von 1973 bis 1979 an den Universitäten Stuttgart und Bremen Mathematik und war anschließend Forschungsassistent im Bereich Dynamische Systeme an der Uni Bremen, wo er 1982 promovierte. Sein Doktorvater war Heinz-Otto Peitgen. Nach einem Forschungsaufenthalt 1985 bis 1987 an der University of California in Santa Cruz war er bis 1993 Assistenzprofessor in Bremen, wo er sich im Anschluss habilitierte. Von 1993 bis 1998 war er ordentlicher Professor für Computerwissenschaften an der Albert-Ludwigs-Universität Freiburg sowie von 1998 bis 2002 an der Universität Leipzig. Seit 2002 ist er in gleicher Anstellung für die Universität Konstanz tätig.